# 쥐트오스트슈타이어마르크군

쥐트오스트슈타이어마르크군의 위치

쥐트오스트슈타이어마르크군(독일어: Bezirk Südoststeiermark)은 오스트리아 슈타이어마르크주에 위치한 군으로 행정 중심지는 펠트바흐이며 면적은 982.96km2, 인구는 84,092명(2023년 기준), 인구 밀도는 86명/km2이다.
2013년 1월 1일에 펠트바흐군과 라트커스부르크군이 합병되면서 신설되었다. 서쪽으로는 케른텐주 볼프스베르크군, 북쪽으로는 포이츠베르크군, 북동쪽으로는 그라츠움게붕군, 동쪽으로는 라이프니츠군과 접하며 남쪽으로는 슬로베니아와 국경을 접한다.

## 하위 행정 구역
4개 도시, 13개 시장도시, 8개 일반 시를 관할한다.
- 도시
  - 바트라트커스부르크(Bad Radkersburg)
  - 페링(Fehring)
  - 펠트바흐(Feldbach)
  - 무레크(Mureck)
- 시장도시
  - 그나스(Gnas)
  - 할벤라인(Halbenrain)
  - 야거스베르크(Jagerberg)
  - 키르히바흐체를라흐(Kirchbach-Zerlach)
  - 클뢰흐(Klöch)
  - 메터스도르프암자스바흐(Mettersdorf am Saßbach)
  - 팔다우(Paldau)
  - 리거스부르크(Riegersburg)
  - 장크트아나암아이겐(Sankt Anna am Aigen)
  - 장크트페터암오터스바흐(Sankt Peter am Ottersbach)
  - 장크트슈테판임로젠탈(Sankt Stefan im Rosental)
  - 슈트라덴(Straden)
  - 티셴(Tieschen)
- 일반 시
  - 바트글라이헨베르크(Bad Gleichenberg)
  - 도이치고리츠(Deutsch Goritz)
  - 에델스바흐바이펠트바흐(Edelsbach bei Feldbach)
  - 아이흐쾨글(Eichkögl)
  - 카펜슈타인(Kapfenstein)
  - 키르히베르크암데어라프(Kirchberg an der Raab)
  - 피르힝암트라우벤베르크(Pirching am Traubenberg)
  - 운터람(Unterlamm)